# Справа «Ів Роше»
Справа «Ів Роше» — кримінальна справа проти російського політика Олексія Навального і його брата Олега, розпочата Слідчим комітетом РФ за заявою генерального директора компанії «Ів Роше Схід» (російської філії Yves Rocher) в 2012 році.
30 грудня 2014 року Замоскворецький суд Москви виніс обвинувальний вирок: Олексій Навальний був засуджений до 3,5 років умовно, а Олег Навальний — до 3,5 років колонії загального режиму. 17 жовтня 2017 року ЄСПЛ постановив, що вирок був довільним і необґрунтованим, але відмовився розглядати питання щодо політичної мотивації справи. У своєму наступному рішенні від 9 квітня 2019 року ЄСПЛ визнав домашній арешт Навального політично мотивованим.

## Історія
У 2008 році кіпрським офшором Alortag Management Ltd було засновано ТОВ «Головне передплатне агентство» (далі ГПА). В тому ж році між ГПА і «Ів Роше Схід» був укладений договір на надання транспортних послуг, які фактично здійснювалися з серпня 2008 по травень 2011 року на загальну суму 55 млн рублів. ГПА не мало власної матеріальної бази для надання транспортних послуг, тому для їх надання найняло сторонню компанію ТОВ «АвтоСАГА» і виплатило їй 31 млн руб. 19 млн руб ГПА перерахувало сімейній компанії Навальних «Кобяковська фабрика з лозоплетіння» за договорами оренди приміщень.
14 грудня 2012 року на підставі заяви генерального директора ТОВ «Ів Роше Схід» (російської філії «Yves Rocher») Бруно Лепру (фр. Bruno Leproux) стосовно Олега і Олексія Навальних було порушено кримінальну справу за звинуваченням у шахрайстві і легалізації грошових коштів, отриманих злочинним шляхом.
За версією слідства, навесні 2008 року Олег Навальний, який працював у той момент керівником департаменту внутрішніх поштових відправлень філії ФГУП «Пошта Росії», переконав представників ТОВ «Ів Роше Схід», що ярославське відділення «Пошти Росії» не в змозі в повному обсязі задовольнити потребу ТОВ «Ів Роше Схід» в транспортуванні посилок і переконав їх укласти договір на здійснення транспортних послуг з ГПА за завищеними цінами. Збиток, нанесений «Ів Роше Схід», був оцінений в 26 млн руб. Договори оренди, за яким гроші переводилися «Кобяковській фабриці з лозоплетіння», слідством були визнані фіктивними. Олексій Навальний, за версією СКР, здійснював загальне керівництво цими операціями, залишаючись «в тіні».
Справу «Ів Роше» було об'єднано з аналогічною справою ТОВ «Міжрегіональної процесингової компанії» (далі МПК), що також уклала договір з ГПА, з можливим збитком у розмірі 3,8 млн руб.
29 жовтня 2013 року Олексію та Олегу Навальним було пред'явлено обвинувачення у вчиненні розкрадань, шляхом обману, грошових коштів ТОВ «Ів Роше Схід» і ТОВ «Багатопрофільна процесингова компанія», а також легалізації грошових коштів.

## Суд
В листопаді 2013 року Басманний суд Москви наклав арешт на майно братів Навальних як забезпечувальний захід за можливими позовами про відшкодування шкоди компанії «Ів Роше». Справу розглядала Олена Сергіївна Коробченко — федеральний суддя Замоскворецького суду міста Москви, яка раніше працювала мировим суддею судової ділянки № 398. Уповноважений представник компанії «Ів Роше» Вадим Олексійович Кодол у клопотанні слідству у лютому 2013 року зазначив, що при роботі з компанією братів Навальних ціни в контрактах на перевезення були середньоринковими або нижче (від 4 % до 15 %). Представник «Ів Роше» Крістіан Мельник повідомив про відсутність будь-яких збитків або упущеної вигоди при укладанні цих контрактів. У зверненні також було зазначено, що припущення про можливу шкоду виникло у Бруно Лепру тільки після допитів співробітників компанії в рамках кримінальної справи і виїмки документів. У ході справи Бруно Лепру відмовився виступати потерпілим, звільнився з посади гендиректора ТОВ «Ів Роше Схід» і виїхав за кордон; згодом він став генеральним директором російської фірми «Іль де Боте», при цьому, незважаючи на те, що він був ключовим свідком, жодного разу не був запрошений до суду.
За даними РБК, захисник Олега Навального, Кирило Полозов, пояснив, що навіть якщо потерпілі підтвердять свою позицію і знову заявлять, що у них немає ніяких претензій, суд може, незважаючи на їх позицію, визнати підсудних винними.
За повідомленнями BBC, Олег і Олексій Навальні, а також їхні адвокати Кирило Полозов, Вадим Кобзєв і Ольга Михайлова стверджують, що справа — політична і навіть не сфальшована: у ній просто немає ніяких фактів, які вказують на можливий злочин.
За словами адвокатів, слідчі і прокуратура просто вставили обороти типу «маючи злочинний намір» в опис звичайної, законної підприємницької діяльності.
Жоден із допитаних у суді свідків, серед яких колишні і нинішні працівники «Ів Роше Схід», МПК, «Пошти Росії», не підтвердив, що робота з «ГПА» завдала кому-небудь, яку-небудь шкоду.

## Вирок
19 грудня 2014 року на дебатах в Замоськворецькому суді прокурор зажадав для братів Навальних 10 та 8 років позбавлення волі за частиною 4 статті 159 і частини 2 статті 174.1 КК РФ.
Оголошення вироку повинно було відбутися 15 січня 2015 року, але раптово було перенесено на 30 грудня 2014 року. Частинами 2 і 3 статті 159.4 (суд змінив кваліфікацію статті) і частини 2 статті 174.1 КК РФ Олексій Навальний був засуджений до 3,5 років позбавлення волі (умовно, з іспитовим строком у 5 років), тим самим отримав другий умовний термін, а його брат Олег — до того ж терміну в колонії загального режиму. Крім того, обидва брата засуджені до штрафу 500 тисяч рублів і виплату понад 4 млн рублів компанії МПК.
Стаття 159.4 визнана такою, що втратила чинність на підставі Постанови Конституційного Суду РФ від 11 грудня 2014 р. N 32-П і була виключена Федеральним законом від 03.07.2016 N 325-ФЗ.
Згідно з результатами експертизи «Диссернета», вирок, винесений суддею Коробченко, збігається з обвинувальним висновком слідчого Нестерова повністю або частково на 195 сторінках з 234.
На вирок було подано апеляцію. 17 лютого 2015 року Московський міський суд, залишивши в цілому вироки без зміни, скасував штраф Олексію Навальному.

### Засуджені

#### Олег Навальний
Олег Анатолійович Навальний — молодший брат Олексія Навального. Народився 9 квітня 1983 року. У 2005 році закінчив Фінансову академію при Уряді РФ. Не пізніше 2008 року почав працювати головою департаменту внутрішніх поштових відправлень філії ФГУП «Пошта Росії». З осені 2012 року — перший заступник генерального директора компанії «EMS Пошта Росії» — філії ФГУП «Пошта Росії», відповідальний за автоматизацію процесу сортування листів і посилок. З 30 травня 2013 року не працює в «Пошті Росії».
У листопаді 2018 року Урицький районний суд Орла постановив стягнути з ФСВП 50 тис. рублів на користь Олега Навального. У січні 2019 року Орловський обласний суд скасував рішення суду першої інстанції, вважаючи, що позивач не представив доказів того, що за час перебування в ув'язненні йому було заподіяно моральну шкоду.

### Продовження випробувального терміну
У серпні 2017 року Симоновський суд Москви задовольнив клопотання ФСВП про продовження випробувального терміну Олексія Навального на 1 рік, до 30 грудня 2020 року. Московський міський суд залишив це рішення без змін.

## Оскарження в ЄСПЛ
5 січня 2015 року в ЄСПЛ була подана скарга з приводу порушень Росією статей 5, 6, 7 та 18 Конвенції з прав людини. 8 березня 2016 року суд коммунікував скаргу за статтями 6 (справедливий судовий розгляд) і 7 (покарання виключно на підставі закону). Суд поставив перед урядом РФ ряд питань, на які він повинен відповісти.
17 жовтня 2017 року ЄСПЛ постановив, що справу про шахрайство проти Олексія та Олега Навальних за скаргою компанії «Ів Роше» було розглянуто в Росії з порушенням права на справедливий суд. Суд прийшов до висновку, що вирок був довільним і необґрунтованим. За рішенням ЄСПЛ, Росія повинна виплатити братам Навальним 76 тисяч євро. ЄСПЛ відмовився розглядати питання щодо політичної мотивації справи. При цьому троє суддів ЄСПЛ — Дмитро Дєдов, Хелен Келлер і Георгіос Сергідес — висловили думку, що необхідно було розглянути можливу політичну підоснову справи.
25 квітня 2018 року Президія Верховного суду Росії відмовився скасувати вирок братам Навальним по справі «Ів Роше» і постановив поновити справу для розгляду нових обставин.
За 3,5 роки тюремного терміну Олега Навального 6 разів водворяли в штрафний ізолятор, двічі відмовляли в умовно-достроковому звільненні та один раз — у заміні місяців ув'язнення штрафом або обов'язковими роботами. 1,5 року брат опозиціонера провів в одиночній камері.
У червні 2018 року стало відомо, що менш ніж за місяць до звільнення Олегу Навальному посилили умови утримання в орловській колонії. 29 червня 2018 року Олег Навальний звільнився з ІК-5 в Орловській області.
У липні 2018 року Олексій Навальний отримав більше 4 мільйонів рублів від Уряду Росії в якості компенсації за справу «Ів Роше».
Восени 2018 року вийшла книга Олега Навального «Три з половиною. З арештантською повагою і братнім теплом» за мотивами відбутого ув'язнення в колонії.
9 квітня 2019 року ЄСПЛ визнав політичним домашній арешт Навального і зобов'язав російську владу виплатити опозиціонеру Олексію Навальному €20 тис. в якості компенсації моральної шкоди і €2,6 тис. в якості компенсації судових витрат.

## Суд проти «Yves Rocher»
У червні 2018 року Олексій та Олег Навальні подали у Франції в суд на компанію «Yves Rocher», звинувативши її у співучасті фабрикації «справи Ів Роше». Свої звинувачення вони побудували на словах Бруно Лепру про те, що подану ним у 2012 році в Слідчий комітет Росії заяву на Навальних було погоджено з головним офісом компанії . За словами Леоніда Волкова, підготовка до суду з «Yves Rocher» почалася ще в 2014 році. Волонтери «Фонду боротьби з корупцією» та французький адвокат Вільям Бурдон перевели французькою матеріали «справи Ів Роше» і, починаючи з 2016 року, зробили кілька спроб привернути до них увагу прокуратури Франції. Після того, як ЄСПЛ визнав вирок довільним і необґрунтованим, французька прокуратура відкрила на їх підставі попереднє слідство.
Попереднє засідання за позовом братів Навальних відбулося 30 квітня 2019 року в суді міста Ван регіону Бретань, де зареєстрована компанія «Yves Rocher».
Як випливає з прес релізу компанії, справа за позовом братів Навальних триває в суді Vannes Tribunal de Grande Instance.

## Затримання і арешт у січні 2021 року
28 грудня 2020 року ФСВП заявила, що Олексій Навальний, який у цей момент проходив реабілітацію в Німеччині після отруєння, не виконує покладені на нього судом обов'язки та ухиляється від контролю кримінально-виконавчої інспекції. ФСВП зажадала від Навального з'явитися для реєстрації 29 грудня о 9 ранку і пригрозила заміною умовного терміну на реальний. 13 січня 2021 року Навальний заявив, що повернеться з Німеччини в Росію 17 січня 2021 року. ФСВП заявила, що зробить всі дії щодо його затримання до суду і заміни умовного терміну на реальний.
17 січня 2021 року Олексій Навальний прилетів з Німеччини в Москву. Літак повинен був прибути в аеропорт Внуково, але був перенаправлений в Шереметьєво. При проходженні паспортного контролю в Шереметьєво Навальний був затриманий співробітниками ФСВП. 18 січня 2021 року суд, який пройшов у відділенні поліції, де містився Навальний, засудив його до 30 діб арешту. Після цього Навальний був доставлений в СІЗО «Матроська тиша». Після чого 23 січня пройшла перша хвиля протестів, коли на акції вийшли десятки тисяч людей у сотнях міст Росії і за кордоном.

## Суд 2 лютого 2021 року
2 лютого 2021 суддя Симоновського районного суду міста Москви Наталія Репнікова на виїзному судовому засіданні в будівлі Мосміськсуду задовольнила клопотання кримінально-виконавчої інспекції про заміну Олексію Навальному умовного терміну на реальний в 2 роки і 8 місяців з відбуванням у колонії загального режиму. Біля будівлі суду поліція за час засідання затримала 370 чоловік. Ввечері 2 лютого в Москві і Санкт-Петербурзі пройшли нові протести і затримання мітингувальників.

## Думки
Ряд громадських організацій, зокрема «Відкрита Росія», звинуватив компанію «Ів Роше» і особисто Бруно Лепру в пособництві політичним репресіям і написанні помилкового доносу на Олексія Навального, у зв'язку з чим ряд приватних осіб оголосив бойкот продукції компанії.
Правозахисний центр «Меморіал» заявив, що «Справа Ів Роше» політично мотивована.
Кореспондент газети «Таймс» Тому Парфіт написав, що ці звинувачення стали частиною наклепницької кампанії проти Олексія Навального внаслідок його боротьби з корупцією.

## Акції протесту

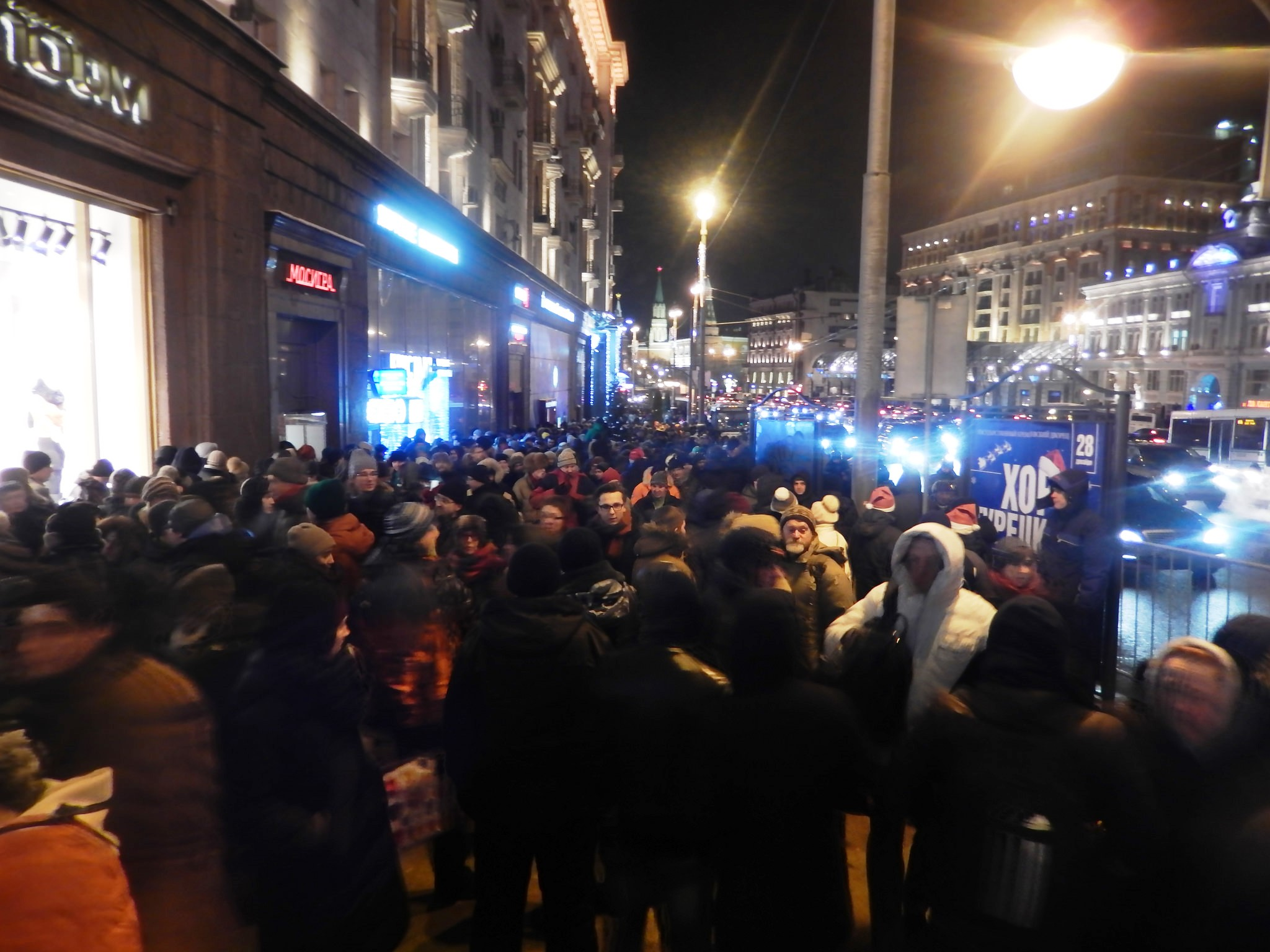
«Народний сход» 30.12.2014 на підході до Манежної площі в підтримку Олексія та Олега Навальних

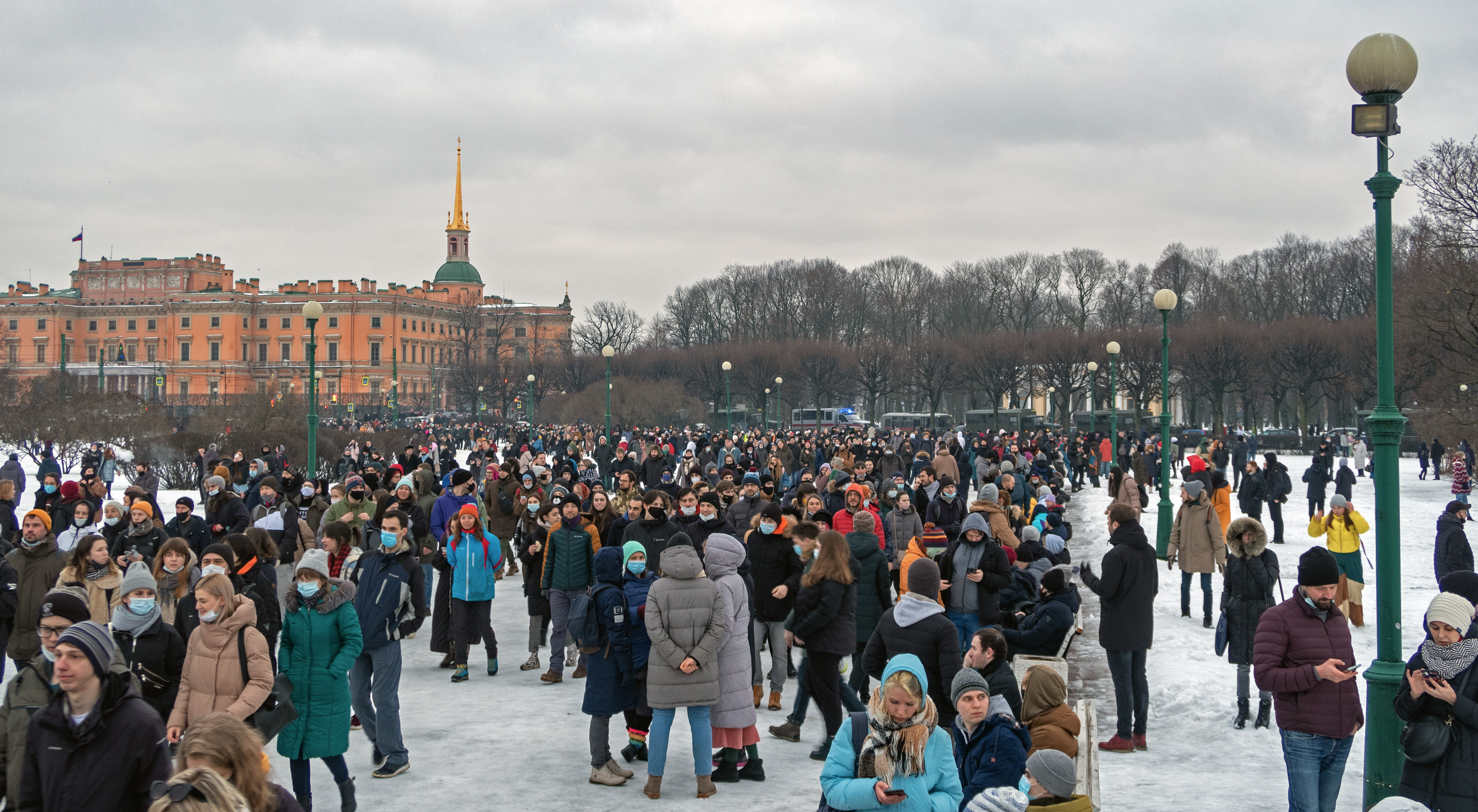
Протестувальники в Санкт-Петербурзі на Марсовому полі 23 січня 2021 року

У день винесення вироку, 30 грудня 2014 року, в різних містах Росії і за кордоном пройшли мітинги прихильників Навального.
Девізом заходу було гасло: «Життя занадто коротке, щоб дивитися в стіл», — фраза з останнього слова Олексія Навального на судовому процесі по справі «Ів Роше» 19 грудня 2014 року.

### Блокування повідомлень про подію в соціальних мережах
20 грудня була заблокована група в Фейсбуці та аналогічна група у соцмережі ВКонтакте. Замість сторінки про подію російським користувачам видавалося повідомлення: «Даний матеріал заблокований на підставі вимоги Генеральної прокуратури Російської Федерації № 27-27-2014 від 20.12.2014». Пізніше був доданий наступний текст: «Блокування матеріалу не є ініціативою Адміністрації Сайту і здійснюється в цілях дотримання чинного законодавства РФ, зокрема, ст. 15.3 ФЗ від 27.07.2006 № 149-ФЗ „Про інформацію, інформаційні технології і про захист інформації“». За повідомленням Миколи Дурова (колишнього технічного директора «ВКонтакте»), Роскомнагляд направив 53 листи із запитами видалити сторінки в мережі ВКонтактє, на яких згадується Навальний.
Блокування групи в Фейсбуці викликала широкий громадський резонанс як в Росії, так і за кордоном. Зокрема, у «Вашингтон пост» вийшла стаття «Facebook блокує російську сторінку, що підтримує Навального — найбільшого критика Путіна», а колишній посол США в Росії Майкл Макфол назвав рішення Роскомнагляду «жахливим» і сказав, що Facebook має виправити свою помилку якнайшвидше. В результаті ефекту Стрейзанд інформація широко поширилася, і в нову групу в Фейсбуці, створену на наступний день вступило понад 30 тисяч осіб. За повідомленням телеканалу Дощ, Facebook і Twitter прийняли рішення не блокувати всі наступні сторінки прихильників Навального, проте Twitter пересилав своїм користувачам, що публікують інформацію про акції прихильників Навального, повідомлення, отримані від Роскомнагляду.